# 紀元前622年
紀元前622年（きげんぜん622ねん）は、西暦（ローマ暦）による年。紀元前1世紀の共和政ローマ末期以降の古代ローマにおいては、ローマ建国紀元132年として知られていた。紀年法として西暦（キリスト紀元）がヨーロッパで広く普及した中世時代初期以降、この年は紀元前622年と表記されるのが一般的となった。

## 他の紀年法
- 干支 : 己亥
- 日本
  - 皇紀39年
  - 神武天皇39年
- 中国
  - 周 - 襄王30年
  - 魯 - 文公5年
  - 斉 - 昭公11年
  - 晋 - 襄公6年
  - 秦 - 穆公38年
  - 楚 - 穆王4年
  - 宋 - 成公15年
  - 衛 - 成公13年
  - 陳 - 共公10年
  - 蔡 - 荘侯24年
  - 曹 - 共公31年
  - 鄭 - 穆公6年
  - 燕 - 襄公36年
- 朝鮮
  - 檀紀1712年
- ユダヤ暦 : 3139年 - 3140年

## できごと

### 中国
- 秦軍が鄀に侵攻した。
- 楚軍が六を滅ぼした。

## 死去
- 許の僖公
- 趙衰（趙成子）
- 欒枝（欒貞子）
- 先且居（霍伯）
- 胥臣（臼季）